# 黎曦庭
黎曦庭（英語：Timothy F."Tim" LaHaye，1926年4月27日—2016年7月25日），美國福音派基督教牧師、作家、演說家。著作出版的各類書籍達50餘冊，最為著名的作品1995年開始為與曾健時（Jerry B. Jenkins）合著的末日迷蹤系列小說。

## 外部連結
- 黎曦庭在互联网电影资料库（IMDb）上的資料（英文）
- 個人網站
- 末日迷蹤系列作品網站（页面存档备份，存于）